# Barnim VIII
Barnim VIII (Młodszy) (ur. między 1403 i 1405, zm. 19 grudnia 1451 w Strzałowie) – książę bardowski i rugijski z dynastii Gryfitów, syn Warcisława VIII i Agnieszki.

## Życie i panowanie
Po śmierci ojca Warcisława VIII (1415) i podziale Księstwa Wołogoskiego (6 grudnia 1425) otrzymał dzielnicę obejmującą Bardo, Łozice, Strzałów, Grzymie, Trzebusz, Dębogórę i Hertzeburg. Do 1425 regencję w jego imieniu sprawowała matka Agnieszka oraz kuzyn Warcisław IX. Po śmierci brata Świętobora II w 1432 objął także rządy na Rugii.
Zmarł w Strzałowie 19 grudnia 1451 na skutek zarazy. Został pochowany w klasztorze cystersów w Kępince (Neuencamp). Jego żona, Anna, także zmarła podczas zarazy i została pochowana wraz z mężem.

## Rodzina
Barnim VIII był żonaty z Anną, nieznanego dotąd pochodzenia. Literatura przedmiotu przypisuje jej filiację z rodem Wunstorfów lub Lusignan. Z małżeństwa z Anną miał jedną córkę:
- Agnieszkę (ur. ok. 1436, najp. 1437, zm. 9 maja 1512) – żonę Fryderyka Młodszego (Tłustego), margrabiego brandenburskiego oraz Jerzego II Mocnego, księcia Anhaltu na Dessau[6].

### Genealogia
| Warcisław VI (Jednooki) ur. 1346 zm. 13 VI 1394 | Warcisław VI (Jednooki) ur. 1346 zm. 13 VI 1394 |                                                     |                                                     | Anna ur. najwcz. 1347 zm. po 14 III 1399 | Anna ur. najwcz. 1347 zm. po 14 III 1399 |  |  | NN ur. ? zm. ? | NN ur. ? zm. ? |                          |                          | NN ur. ? zm. ? | NN ur. ? zm. ? |
|                                                 |                                                 |                                                     |                                                     |                                          |                                          |  |  |                |                |                          |                          |                |                |
|                                                 |                                                 |                                                     |                                                     |                                          |                                          |  |  |                |                |                          |                          |                |                |
|                                                 |                                                 | Warcisław VIII ur. 1373 zm. 20, 22 lub 23 VIII 1415 | Warcisław VIII ur. 1373 zm. 20, 22 lub 23 VIII 1415 |                                          |                                          |  |  |                |                | Agnieszka ur. ? zm. 1435 | Agnieszka ur. ? zm. 1435 |                |                |
|                                                 |                                                 |                                                     |                                                     |                                          |                                          |  |  |                |                |                          |                          |                |                |
|                                                 |                                                 |                                                     |                                                     |                                          |                                          |  |  |                |                |                          |                          |                |                |
|                                                 |                                                 |                                                     |                                                     |                                          |                                          |  |  |                |                |                          |                          |                |                |

|  |  | Anna ur. ? zm. na przeł. 1451/1452 OO ok. 1433 lub ok. 1435 | Anna ur. ? zm. na przeł. 1451/1452 OO ok. 1433 lub ok. 1435 | Barnim VIII (Młodszy) (ur. w okr. 1403–1405 zm. 19 XII 1451) | Barnim VIII (Młodszy) (ur. w okr. 1403–1405 zm. 19 XII 1451) |  |  |  |  |
|  |  |                                                             |                                                             |                                                              |                                                              |  |  |  |  |
|  |  |                                                             |                                                             |                                                              |                                                              |  |  |  |  |
|  |  |                                                             |                                                             |                                                              |                                                              |  |  |  |  |
|  |  |                                                             |                                                             | Agnieszka ur. ok. 1436, najp. 1437 zm. 9 V 1512              |                                                              |  |  |  |  |

### Opracowania
- Kazimierz Kozłowski, Jerzy Podralski, Gryfici. Książęta Pomorza Zachodniego, Szczecin: Krajowa Agencja Wydawnicza, 1985, ISBN 83-03-00530-8, OCLC 189424372. Brak numerów stron w książce
- Edward Rymar, Rodowód książąt pomorskich, Szczecin: Książnica Pomorska im. Stanisława Staszica, 2005, ISBN 83-87879-50-9, OCLC 69296056. Brak numerów stron w książce
- Szymański J.W., Książęcy ród Gryfitów, Goleniów – Kielce 2006, ISBN 83-7273-224-8.

### Literatura dodatkowa (online)
- Häckermann A., Barnim VII. (niem.) [w:] NDB, ADB Deutsche Biographie (niem.), [dostęp 2012-02-19].
- Madsen U., Barnim VII. Herzog von Pommern-Wolgast (niem.). [dostęp 2012-02-19].